# تشتت النيوترون

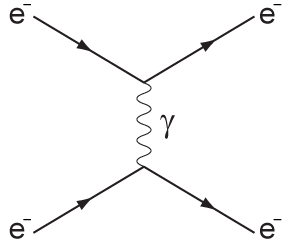
تشتت بين إلكترونين بانبعاث افتراضي

تشتت النيوترون هو التشتيت الغير المنتظم للنيوترونات الحرة حسب المادة إما عن طريق العملية الفيزيائية التي تحدث بشكل طبيعي أو عن طريق التقنيات التجريبية التي صنعها الإنسان للبحث عن المواد. تعتبر الظاهرة الطبيعية / الفيزيائية ذات أهمية أساسية في الهندسة النووية والعلوم النووية اما فيما يتعلق بالتقنية يعتبر فهم الانتثار النيوتروني والتلاعب به أمرًا أساسيًا للتطبيقات المستخدمة في علم البلورات والفيزياء والكيمياء الفيزيائية والفيزياء الحيوية وأبحاث المواد.
يمارس تشتت النيوترون في مفاعلات الأبحاث ومصادر النيوترونات التي توفر الإشعاع النيوتروني بدرجات متفاوتة. تستخدم تقنيات حيود النيوترون (التشتت المرن) لتحليل البناء مثل البناء المغناطيسي إذا كانت مادة مغناطيسية أو البناء البلوري (المنتظم) للمادة لصلبة. حيث يستخدم الانتثار النيوتروني غير المرن في دراسة الاهتزازات الذرية وغيرها.

## تشتت النيوترونات السريعة
«تمتلك النيوترونات السريعة»(انظر درجة حرارة النيوترون) طاقة حركية فوق 1 إلكترون فولت. يمكن أن تكون مبعثرة بواسطة المادة المكثفة - النواة التي لها طاقات حركية أقل بكثير من 1 إلكترون فولت - كتقريب تجريبي صحيح لتصادم مرن مع جسيم. تصطدم النترونات السريعة جزءًا كبيرًا من طاقتها الحركية إلى نواة التشتت (المادة المكثفة) وكلما كانت النواة أخف وزنا ومع كل تصادم يتم إبطاء النيوترون «السريع» حتى يصل إلى التوازن الحراري مع المادة الذي هو مبعثرها.
يتم استخدام النيوترونيين لإنتاج النيوترونات الحرارية التي لديها طاقات حركية حيث تُستخدم النيوترونات الحرارية للمحافظة على تفاعل نووي متسلسل في مفاعل نووي وكأداة بحث في تجارب نثر النيوترونات والتطبيقات الأخرى لعلم النيوترونات.

## تفاعل المادة النيوترونية
عندما تكون النيوترونات محايدة كهربيًا فإنها تخترق المادة أكثر عمقًا من الجسيمات المشحونة كهربائياً من الطاقة الحركية المشابهة ومن ثم فهي قيمة حقيقية للخصائص السائبة.
تتفاعل النيوترونات مع النوى الذرية ومع الحقول المغناطيسية من إلكترونات غير مقترحة مما يتسبب في تأثيرات وتداخلات في نقل الطاقة في تجارب نثر النيوترونات. على عكس الفوتون بالأشعة السينية ذات الطول الموجي المماثل والذي يتفاعل مع سحابة الإلكترون المحيطة بالنواة حيث يتفاعل النيوترون في المقام الأول مع النواة نفسها.
يمكن أن يكون التشتت النيوتروني غير متماسك أو متماسك حيث يعتمد على النظير. من بين جميع النظائر يحتوي الهيدروجين على أعلى المقطع العرضي للنثر. يشكل الكربون والأكسجين مثالا واضح لتشتت النيوترونات وهذا يتناقض بشكل ملحوظ مع تشتت الأشعة السينية حيث تزيد المقاطع العرضية بشكل منهجي مع العدد الذري لذلك يمكن استخدام النيوترونات لتحليل المواد ذات الأعداد الذرية المنخفضة بما في ذلك البروتينات ويمكن القيام بذلك في مصادر السنكروترون.

## التاريخ
تم إجراء أول تجارب حيود النيوترون في ثلاثينيات القرن العشرين ومع ذلك لم يكن ذلك ممكنا حتى عام 1945 تقريبا ومع ظهور المفاعلات النووية أصبح من الممكن حدوث تدفقات عالية من النيوترونات مما أدى إلى إمكانية إجراء تحقيقات هيكلية متعمقة.
تم تركيب أول أجهزة تشتت النيوترونات في أنابيب شعاعية في مفاعلات بحثية متعددة الأغراض في الستينات حيث تم بناء مفاعلات ذات تدفق عالي تم تحسينها لتجارب أنبوب الشعاع وبلغ هذا التطور ذروته في المفاعل العالي التدفق في معهد لاو-انجيفين (الذي يعمل منذ عام 1972) والذي حقق أعلى تدفق نيوتروني إلى هذا التاريخ. وإلى جانب بعض المصادر ذات التدفق العالي كان هناك حوالي عشرين من مصادر المفاعل متوسط التدفق في الجامعات ومعاهد البحوث الأخرى. ابتداءً من ثمانينيات القرن العشرين، تم إغلاق العديد من مصادر التدفق المتوسط وتركزت الأبحاث في عدد قليل في مصادر التدفق العالية.